# Antalis valdiviae
Antalis valdiviae är en blötdjursart som beskrevs av Plate 1908. Antalis valdiviae ingår i släktet Antalis och familjen Dentaliidae. Inga underarter finns listade i Catalogue of Life.